# Araneus angulatus
Araneus angulatus Clerck, 1757 è un ragno appartenente alla famiglia Araneidae.

## Distribuzione
La specie è stata rinvenuta in diverse località della regione paleartica.

## Tassonomia
Non sono stati esaminati esemplari di questa specie dal 2009
Attualmente, a dicembre 2013, sono note 12 sottospecie:
1. Araneus angulatus afolius (Franganillo, 1909) — Portogallo
2. Araneus angulatus atricolor Simon, 1929 — Francia
3. Araneus angulatus castaneus (Franganillo, 1909) — Portogallo
4. Araneus angulatus crucinceptus (Franganillo, 1909) — Portogallo
5. Araneus angulatus fuscus (Franganillo, 1909) — Portogallo
6. Araneus angulatus iberoi (Franganillo, 1909) — Portogallo
7. Araneus angulatus levifolius (Franganillo, 1909) — Portogallo
8. Araneus angulatus niger (Franganillo, 1918) — Spagna
9. Araneus angulatus nitidifolius (Franganillo, 1909) — Portogallo
10. Araneus angulatus pallidus (Franganillo, 1909) — Portogallo
11. Araneus angulatus personatus Simon, 1929 — Belgio, Francia
12. Araneus angulatus serifolius (Franganillo, 1909) — Portogallo